# Ічанський Сергій Миколайович
Сергі́й Микола́йович Іча́нський (нар. 1 вересня 1995) — український футболіст, півзахисник клубу «Штурм» (Іванків).

## Біографія
Сергій Ічанський народився 1 вересня 1995 року. Вихованець молодіжної академії полтавської «Ворскли». Після цього виступав за юнацькі та молодіжні команди «Ворскли». Улітку 2015 року його було переведено до основного складу «Ворскли», з яким він і продовжував тренуватися. За основну команду «Ворскли» дебютував 10 грудня 2016 року в матчі Прем'єр-ліги проти луцької «Волині», вийшовши на поле в додатковий час поєдинку. Цей матч так і залишився єдиним для Сергія за клуб.
Влітку 2017 року перейшов у «Черкаський Дніпро».
У 2019—2022 грав за нижчоліговий вишгородський «Діназ», а навесні 2023 року став гравцем аматорського клубу «Штурм» (Іванків).